# 塞迈什·盖尔格
塞迈什·盖尔格（匈牙利語：Szemes Gergő，2003年2月11日—），匈牙利男子击剑运动员，2022年世界青年击剑锦标赛男子花剑团体铜牌得主、2024年欧洲击剑锦标赛男子花剑团体银牌得主、2025年世界击剑锦标赛男子花剑个人和男子花剑团体铜牌得主。他是1973年以来首位在男子花剑上获得世锦赛奖牌的匈牙利选手。